# Эмпиема
Эмпие́ма, эмпиэма (греч. ἐμπύημα — гнойник) — значительное скопление гноя внутри полого органа или полости тела, вследствие затруднения оттока. Термин «эмпиема» применяют с указанием поражённого органа или полости тела.  Эмпиему надо отличать от абсцесса, который располагается в толще тканей и ограничен пиогенной мембраной. Морфологические изменения при эмпиеме соответствуют картине гнойного воспаления. При длительном и тяжёлом течении воспалительного процесса слизистая (синовиальная или серозная) оболочка, а затем и глубжележащие ткани могут быть частично или полностью разрушены. 
Эмпиема плевры чаще всего возникает в результате распространения гнойного воспаления из лёгочной ткани.